# Б'яджо Годжо
Б'яджо Годжо (італ. Biagio Goggio; 1 січня 1892, Івреа — 28 липня 1915, Монфальконе) — італійський футболіст, що грав на позиції півзахисника, зокрема за «Торіно», «Ювентус», а також національну збірну Італії.

## Клубна кар'єра
Починав грати за команду «Івреа» з рідного однойменного міста.
1911 року перебрався до Турина, де протягом трьох сезонів захищав кольори «Торіно», після чого перейшов до «Ювентуса», за який встиг взяти участь лише у дев'яти іграх, після чого відправився на фронт Першої світової війни.

## Виступи за збірну
У березні 1914 року провів свою єдину офіційну гру у складі національної збірної Італії.

## Смерть
Брав участь у Першії світовій війні, воюючи в лавах італійських берсальєрів. Загинув 28 липня 1915 року в боях на плато Крас в Істрії.
| Дата       | Місто | Господарі | Результат | Гості   | Турнір           | Голи | Примітки |
| ---------- | ----- | --------- | --------- | ------- | ---------------- | ---- | -------- |
| 29/03/1914 | Турин | Італія    | 2 – 0     | Франція | товариський матч | -    |          |
| Усього     |       | Матчів    | 1         |         | Голів            | 0    |          |